# Manoel Emídio
Manoel Emídio este un oraș în Piauí (PI), Brazilia.